# Ketel vezér
Ketel a magyarokhoz Kijev alatt csatlakozott egyik kun vezér, Alaptolma apja volt. 

## Története
Anonymus leírása szerint: Árpád megbizásából Zalán követeivel, valamint Onddal és Tarcallal együtt ment követül a bolgár fejedelemhez és velük együtt szerencsésen át is kelt a Bodrog folyón. A ma Fekete-Ardónak nevezett hely táján azonban egy patakon keresztül kaptatva, lova megbotlott és társainak alig sikerült megmenteniük a haláltól. Azóta azt a vizet Ketelpataka néven nevezik. 
Azután a Bodrog folyó völgyén haladt a mai Tarcalig, melynek hegycsúcsára versenyt lovagolt társaival, de Tarcal ért fel először, később róla nevezték el a hegyet, valamint a tövében épült települést is. Felérve a csúcsra, a szép tájat látva a követek lovat áldoztak a magyarok istenének és egyben áldomást ittak. Innen Tarcal hírt vinni visszatért Árpádhoz és csak Ond és Ketel folytatta útját Zalánhoz, aki harmadnap Alpáron szívesen fogadta ajándékaikat és egyúttal a Sajóig terjedő részt át is engedte a magyaroknak. 
Mikor Ungvárra visszatértek, Árpád Sátor halomtól kezdve a Tolcsva vizéig terjedő földet Ketelnek ajándékozta. Neki adta később a Vág tövét is, ahol később Ketel fia, Alaptolma, Komárom várát felépíttette, majd Ketelt és fiát is ide temették, őseik szokásainak megfelelően.
Egyes kutatók Ketelt tartják a Bána nemzetség ősatyjának, és például a belőle ágazó gróf Cseszneky családnak.